# Grad Vipava
Grad Vipava (nemško Alt Wippach) leži na griču Stari grad nad mestom Vipavo. Grad je začel razpadati v 17. stoletju, ko so ga zapustili njegovi zadnji lastniki. Razvaline romanskega gradu z debelimi zidovi kažejo na pravokotno obliko gradu z dvema bivalnima deloma in mogočnim obrambnim stolpom. Obdajalo ga je obzidje. 

## Zgodovina
Grad, ki so ga zgradili oglejski patriarhi v 12. stoletju, je bil pisno prvič omenjen leta 1275 kot Castrum Wipaci superioris, že leta 1154 pa je bil omenjen oglejski ministerial vitez Wiluinus de Wippach. Vipavski vitezi so na gradu živeli do sredine 13. stoletja. Leta 1343 je grad in gospostvo postalo deželnoknežji fevd, leta 1344 pa je prišel v last Habsburžanov. Deželni knezi, Habsburžani, so gradove kot fevd večkrat podelil plemiškim in viteškim družinam, kot lastnino pa v zastavo.
Na gradu Vipava so opazne sledi lastništva vitezov Rihemberških, gospode Šneperske s Snežnika in gospode Belopeške. Leta 1357 so ga v zastavo dobili Celjski grofje, ki so ga obdržali do svojega izumrtja po moški liniji leta 1456. Leta 1487 so ga pridobili baroni Herbersteini. Na gradu se je leta 1486 rodil baron Žiga Herberstein, avstrijski zgodovinar in diplomat. Za Herbersteini so imeli grad v lasti od grofje Thurn (od leta 1557), baron Karel Lovrenc Lanthieri (od leta 1587) in grof Janez Friderik Trillegkh (v zastavi od leta 1633). 
Leta 1508 so grad za krajši čas zavzeli Benečani. Grad je razpadel v 17. stoletju.